# Dolenje Jezero
Dolenje Jezero je naselje v Občini Cerknica.

## Prebivalstvo
Etnična sestava 1991:
- Slovenci: 194 (91,1 %)
- Muslimani: 5 (2,3 %)
- Hrvati: 1
- Neznano: 13 (6,1 %)